# Coalition démocratique unitaire
Pour les articles homonymes, voir Coalition démocratique et CDU.

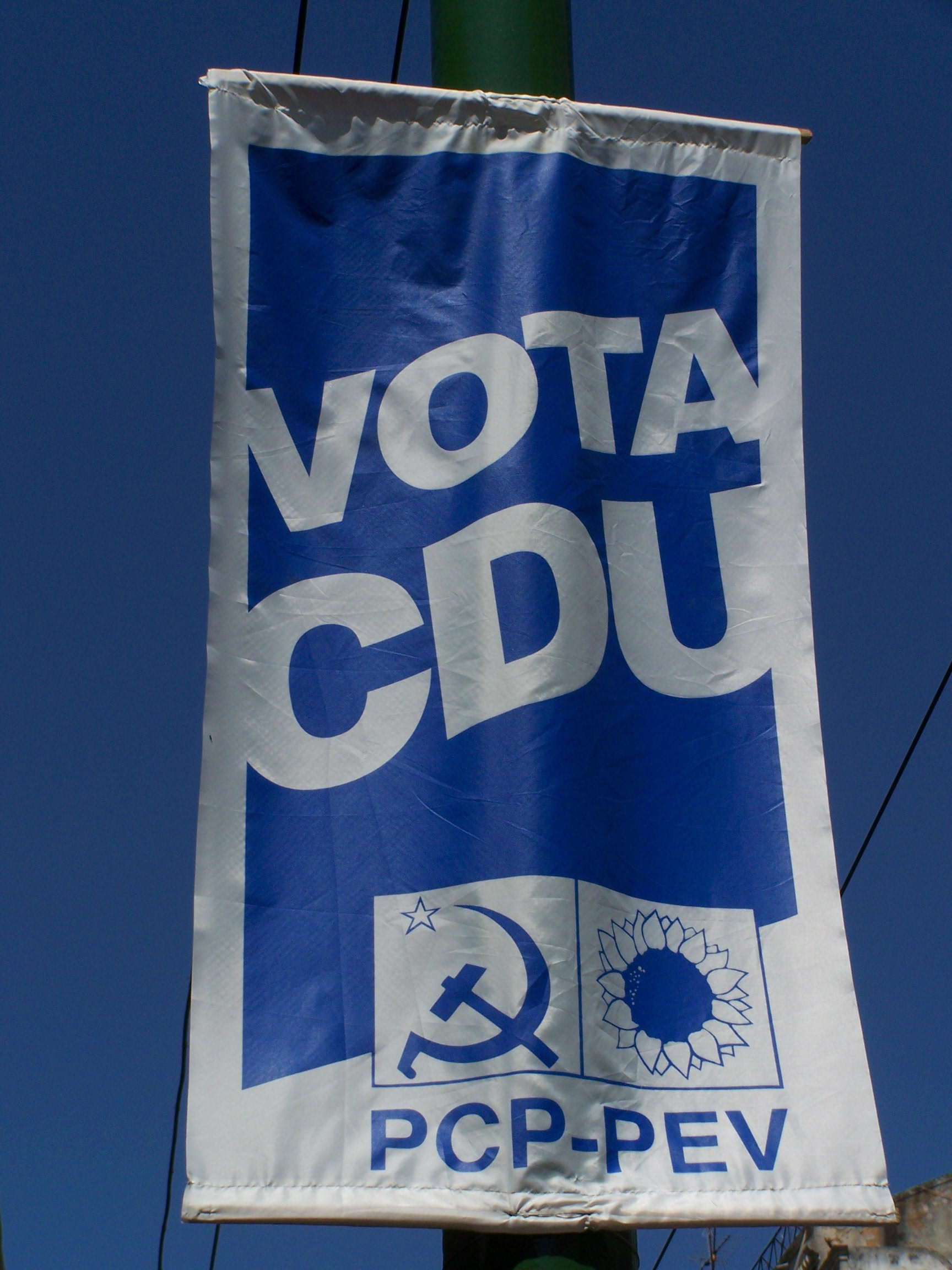
Affiche électorale de la CDU.

Symbole électoral de la CDU.

La CDU - Coalition démocratique unitaire (CDU - Coligação Democrática Unitária en portugais) est une coalition politique au Portugal. Elle est constituée du Parti écologiste « Les Verts », du Parti communiste portugais, et elle inclut généralement sur ses listes l'Association d'intervention démocratique (en) (ID).

## Histoire
Elle a été fondée en 1987 sous le nom de Coligação Democrática Unitária (CDU) à la suite de la dissolution de l'Alliance du peuple uni (APU) pour cause de désaccord entre ses partis membres. De 1987 à 1989, elle a participé aux élections sous le sigle CDU, puis a changé pour PCP/PEV. En 2009, elle change de nom pour CDU - Coligação Democrática Unitária, tout en conservant son sigle de PCP/PEV.
Son symbole est constitué de deux carrés : le carré de gauche contient une faucille et un marteau, et une étoile blanche à cinq branches, et le carré de droite un tournesol sur fond blanc. Initialement il était en couleurs (faucille, marteau et  bordure de l'étoile en rouge, pétales du tournesol jaunes et centre marron), mais il est devenu monochrome bleu ou noir.

## Résultats électoraux

### Élections parlementaires
| Année | Voix    | %     | Sièges   | Répartition       |
| ----- | ------- | ----- | -------- | ----------------- |
| 1987  | 689 137 | 15,49 | 31 / 250 | PCP : 29, PEV : 2 |
| 1991  | 504 583 | 8,80  | 17 / 230 | PCP : 15, PEV : 2 |
| 1995  | 504 007 | 8,57  | 15 / 230 | PCP : 13, PEV : 2 |
| 1999  | 483 716 | 8,99  | 17 / 230 | PCP : 15, PEV : 2 |
| 2002  | 378 640 | 6,94  | 12 / 230 | PCP : 10, PEV : 2 |
| 2005  | 432 009 | 7,54  | 14 / 230 | PCP : 12, PEV : 2 |
| 2009  | 446 994 | 7,86  | 15 / 230 | PCP : 13, PEV : 2 |
| 2011  | 441 147 | 7,94  | 16 / 230 | PCP : 14, PEV : 2 |
| 2015  | 445 980 | 8,25  | 17 / 230 | PCP : 15, PEV : 2 |
| 2019  | 332 473 | 6,33  | 12 / 230 | PCP : 10, PEV : 2 |
| 2022  | 238 920 | 4,29  | 6 / 230  | PCP : 6           |
| 2024  | 205 551 | 3,32  | 4 / 230  | PCP : 4           |
| 2025  | 183 741 | 3,03  | 3 / 230  | PCP : 3           |

### Élections régionales dans les Açores
| Année | Voix  | %    | Sièges |
| ----- | ----- | ---- | ------ |
| 2020  | 1 745 | 1,68 | 0 / 57 |
| 2024  | 1 823 | 1,58 | 0 / 57 |

## Élections européennes
Lors  des élections européennes de 2009, elle améliore son score (10,64 %, +1,50 par rapport à l’élection précédente), ce qui lui permet de conserver ses deux députés européens (Ilda Figueiredo et João Ferreira) malgré la diminution globale du nombre de députés portugais. Elle est cependant dépassée par le Bloc de gauche (10,72 %, trois députés) et devient ainsi la 5e force politique du pays (confirmé aux élections législatives suivantes, où elle est de nouveau dépassée par le Bloc de gauche).